# أولاد اجبير (أولاد زمام)
أولاد اجبير هو دُوَّار يقع بجماعة سيدي عيسى بن علي، إقليم الفقيه بن صالح، جهة بني ملال خنيفرة في المملكة المغربية. ينتمي الدوّار لمشيخة أولاد زمام التي تضم 5 دواوير. يقدر عدد سكانه بـ 1304 نسمة حسب الإحصاء الرسمي للسكان والسكنى لسنة 2004.

## روابط خارجية
- البوابة الوطنية للجماعات الترابية
- المندوبية السامية للتخطيط